# お仕事小説コン
お仕事小説コン（おしごとしょうせつコン）は、マイナビBOOKS〈マイナビ〉のファン文庫と小説投稿サイト「小説家になろう」〈ヒナプロジェクト〉がコラボして実施されている、「お仕事小説」を大賞とした賞である。審査員は株式会社マイナビの出版事業本部のマイナビeBooks編集部が務めた。

## 受賞作一覧
| 回（年）         | 賞           | 受賞作                                                                                              | 作者                    | 備考                                       | 出典  |
| ---------------- | ------------ | --------------------------------------------------------------------------------------------------- | ----------------------- | ------------------------------------------ | ----- |
| 第1回 （2015年） | グランプリ   | 万国菓子舗 お気に召すまま ～お菓子、なんでも承ります。～                                            | かめかめ （溝口智子）   |                                            | [ 3 ] |
| 第1回 （2015年） | 準グランプリ | ハニートラップ! （謎解きよりも君をオトリに ～探偵・右京の不毛な推理～）                             | 来栖ゆき                |                                            | [ 3 ] |
| 第1回 （2015年） | 優秀賞       | 妄想眼鏡店 （路地裏わがまま眼鏡店）                                                                 | 相戸結衣                |                                            | [ 3 ] |
| 第1回 （2015年） | 特別賞       | 黒羊珈琲館のエチュード （黒手毬珈琲館に灯はともる～優しい雨と、オレンジ・カプチーノ～）             | クナリ （澤ノ倉クナリ） | マイナビeBOOKS大賞（大賞受賞）との同時受賞 | [ 3 ] |
| 第1回 （2015年） | 特別賞       | 少女と狐と物の怪と                                                                                  | 背谷秋善 （背谷燈）     |                                            | [ 3 ] |
| 第1回 （2015年） | 特別賞       | 許せない事だってあるんです!                                                                         | くるみ （保村くるみ）   |                                            | [ 3 ] |
| 第1回 （2015年） | 特別賞       | 妖怪ビオトープ管理士 圓野あおい （圓野あおいの妖怪ビオトープ管理録）                                | はくたく                |                                            | [ 3 ] |
| 第2回 （2016年） | グランプリ   | 浄天眼のお世話役-偽明治浪漫譚- （浄天眼謎とき異聞録～明治つれづれ推理～）                           | 美雨季 （一色美雨季）   |                                            | [ 4 ] |
| 第2回 （2016年） | 優秀賞       | ツアープランはサスペンス （おいしい逃走! 東京発京都行～謎の箱と、SAグルメ食べ歩き～）               | 桔梗楓                  |                                            | [ 4 ] |
| 第2回 （2016年） | 優秀賞       | わたしはさくら。～捏造恋愛バラエティ、収録中～                                                      | 祭人 （光明寺祭人）     |                                            | [ 4 ] |
| 第2回 （2016年） | 特別賞       | あなたのドコカに花が咲く （花屋「ゆめゆめ」で不思議な花束を）                                       | 肌 （編乃肌）           |                                            | [ 4 ] |
| 第2回 （2016年） | 特別賞       | 恋へ潜らじ （ダイブ!～潜水系公務員は謎だらけ～）                                                    | 山本賀代                |                                            | [ 4 ] |
| 第2回 （2016年） | 特別賞       | こんこん、いなり不動産                                                                              | 猫屋ちゃき              |                                            | [ 4 ] |
| 第2回 （2016年） | 特別賞       | 失恋美容院 （サヨナラ坂の美容院）                                                                   | 石田空                  |                                            | [ 4 ] |
| 第2回 （2016年） | 楽ノベ文庫賞 | あの虹の向こう側へ                                                                                  | 宙埜ハルカ              |                                            | [ 4 ] |
| 第2回 （2016年） | 楽ノベ文庫賞 | いつか見た虹の向こう側                                                                              | 宙埜ハルカ              |                                            | [ 4 ] |
| 第2回 （2016年） | 楽ノベ文庫賞 | アーヤとタイの小さな象                                                                              | はなぞの                |                                            | [ 4 ] |
| 第2回 （2016年） | 楽ノベ文庫賞 | いつか……                                                                                            | 出口常磐                |                                            | [ 4 ] |
| 第2回 （2016年） | 楽ノベ文庫賞 | 従姉弟が働けとうるさいのでメイド喫茶を経営します                                                    | 双葉                    |                                            | [ 4 ] |
| 第2回 （2016年） | 楽ノベ文庫賞 | 王子さまとテレアポします!                                                                           | ゆみか                  |                                            | [ 4 ] |
| 第2回 （2016年） | 楽ノベ文庫賞 | オタク議員の異世界転生～異世界政治は難しい～                                                        | 五月雨葉月              |                                            | [ 4 ] |
| 第2回 （2016年） | 楽ノベ文庫賞 | 俺は竜と生きていく! 第一幕 マグナ・サレンティーナ動乱                                               | おさねこ                |                                            | [ 4 ] |
| 第2回 （2016年） | 楽ノベ文庫賞 | ギデンスの古時計酔夢譚                                                                              | 武蔵ゆう                |                                            | [ 4 ] |
| 第2回 （2016年） | 楽ノベ文庫賞 | 連邦航宙士中央養成学校通称「アカデミー」へようこそ                                                  | 武蔵ゆう                |                                            | [ 4 ] |
| 第2回 （2016年） | 楽ノベ文庫賞 | クズとサバイバルダンスで秘境駅                                                                      | Sだ                     |                                            | [ 4 ] |
| 第2回 （2016年） | 楽ノベ文庫賞 | 破鏡の世に……                                                                                        | 刹那玻璃                |                                            | [ 4 ] |
| 第2回 （2016年） | 楽ノベ文庫賞 | 月亮の輝きを……【破鏡の世に……第二章】……                                                              | 刹那玻璃                |                                            | [ 4 ] |
| 第2回 （2016年） | 楽ノベ文庫賞 | 下町乙女レトロ喫茶店～乙女の恋はクリームソーダで花ひらく!?〜                                        | 葉嶋ナノハ              |                                            | [ 4 ] |
| 第2回 （2016年） | 楽ノベ文庫賞 | 人類は滅びますが、電子の世界で生きていきます                                                        | でもん                  |                                            | [ 4 ] |
| 第2回 （2016年） | 楽ノベ文庫賞 | スヴニール                                                                                          | 暁紅桜                  |                                            | [ 4 ] |
| 第2回 （2016年） | 楽ノベ文庫賞 | 生徒は対象外です。                                                                                  | 東方博                  |                                            | [ 4 ] |
| 第2回 （2016年） | 楽ノベ文庫賞 | 大公爵令嬢 唯一の敵は天使の微笑                                                                     | 爽村愛                  |                                            | [ 4 ] |
| 第2回 （2016年） | 楽ノベ文庫賞 | ダンジョン救難団と落ちこぼれの少年                                                                  | 森野カエル              |                                            | [ 4 ] |
| 第2回 （2016年） | 楽ノベ文庫賞 | Flat_フラット                                                                                       | aza/あざ （筒示明日香） |                                            | [ 4 ] |
| 第2回 （2016年） | 楽ノベ文庫賞 | 僕らの日常は、悪霊なしには語れない                                                                  | Shizuka                 |                                            | [ 4 ] |
| 第2回 （2016年） | 楽ノベ文庫賞 | 薬術剣士ミレイの医療白書                                                                            | 木原ゆう                |                                            | [ 4 ] |
| 第2回 （2016年） | 楽ノベ文庫賞 | 悠久の大地の子守人                                                                                  | 独楽                    |                                            | [ 4 ] |
| 第2回 （2016年） | 楽ノベ文庫賞 | リーマン・ショック＝ファンタジア                                                                    | てこ                    |                                            | [ 4 ] |
| 第2回 （2016年） | 楽ノベ文庫賞 | 遼州太平記 遼州司法局異聞 「配属……全ての始まりの巻」                                                | 橋本直                  |                                            | [ 4 ] |
| 第2回 （2016年） | 楽ノベ文庫賞 | 遼州太平記 遼州司法局異聞2「海……なんですけど」                                                      | 橋本直                  |                                            | [ 4 ] |
| 第2回 （2016年） | 楽ノベ文庫賞 | 遼州太平記 遼州司法局異聞3「季節がめぐる中で」                                                      | 橋本直                  |                                            | [ 4 ] |
| 第2回 （2016年） | 楽ノベ文庫賞 | 遼州太平記 遼州司法局異聞4「魔物の街」                                                              | 橋本直                  |                                            | [ 4 ] |
| 第3回 （2017年） | グランプリ   | 白黒パレード～ようこそ、テーマパークの裏側へ!～                                                     | 迎ラミン                |                                            | [ 5 ] |
| 第3回 （2017年） | グランプリ   | エッグプラネットカフェ～茄子神様の舞い降りた店～                                                    | 矢凪                    |                                            | [ 5 ] |
| 第3回 （2017年） | 楽ノベ文庫賞 | 玉泉堂には諸説ありまして                                                                            | Miel                    |                                            | [ 5 ] |
| 第3回 （2017年） | 楽ノベ文庫賞 | 刀様の言う通り!?                                                                                    | 神山備                  |                                            | [ 5 ] |
| 第3回 （2017年） | 楽ノベ文庫賞 | 勝手に召喚されて、騎士にされたワタシ～エリュシールの暁～                                            | 悠然やすみ              |                                            | [ 5 ] |
| 第3回 （2017年） | 楽ノベ文庫賞 | キッズスペースさくらねこ〜と、隣の優しい人外さんたち〜                                              | 杉背よい                |                                            | [ 5 ] |
| 第3回 （2017年） | 楽ノベ文庫賞 | 救命士転生 昨日死んだ俺は明日から異世界で生きていく～ Paramedic.Reincarnation.Different world～     | キタノコウ              |                                            | [ 5 ] |
| 第3回 （2017年） | 楽ノベ文庫賞 | ホラーグッド!〜おかず開発部へようこそ〜                                                             | クロサキリク            |                                            | [ 5 ] |
| 第3回 （2017年） | 楽ノベ文庫賞 | 魔王城管理長セフィの日常                                                                            | 池中織奈                |                                            | [ 5 ] |
| 第3回 （2017年） | 楽ノベ文庫賞 | ラジエルライブラリの司書見習い                                                                      | 日野祐希                |                                            | [ 5 ] |
| 第3回 （2017年） | 楽ノベ文庫賞 | ファンタジーVRMMOゲームで職業サラリーマンって!?～リアルのサラリーマンはダメでもこっちで伸し上がる～ | 鳳凰院いちご            |                                            | [ 5 ] |